# Partito della Ragione
Il Partito della Ragione (in inglese Reason Party) è un partito politico australiano di orientamento liberale fondato nel 2017. Il partito, secondo la sua leader Fiona Patten, è un'"alternativa libertaria civile". Patten è stata eletta nel 2018 al consiglio legislativo dello Stato del Victoria.

## Storia
Nell'agosto 2017, Fiona Patten ha annunciato il lancio di un nuovo partito federale chiamato Reason Australia, dalla fusione tra il Partito del Sesso Australiano (nato per contrastare "la crescente influenza della religione nella politica australiana") e il Partito dei Ciclisti Australiani.
Nel maggio 2018, il partito ha chiesto la registrazione per le elezioni federali come "Reason Australia", approvata il 30 agosto 2018. which was approved on 30 August 2018.
Nel dicembre 2019, il Partito per l'Eutanasia Volontaria (NSW) si è fuso con il Partito della Ragione e ha richiesto di cambiare nome in "Reason Party NSW".

### Azioni parlamentari
L'obiettivo principale del partito era quello di stabilire leggi per l'eutanasia e per il suicidio assistito in Victoria. Dopo un lungo processo e una sessione legislativa, il disegno di legge è diventato legge con un voto di coscienza.
Nel 2017, Patten ha rinnovato le richieste di un programma pilota per una sala di iniezione sicura a North Richmond, in risposta al grande aumento delle morti in Victoria legate alla droga negli ultimi anni. Nella prima sessione del Consiglio legislativo dell'anno, ha presentato una "proposta di legge sulla droga, i veleni e le sostanze controllate" (Centro pilota per l'iniezione sotto controllo medico). All'epoca c'erano regolarmente persone in overdose nelle strade di Richmond, e quel numero è stato ridotto in modo significativo da quando il centro è stato aperto, con varie stime sul numero di vite salvate grazie all'apertura del centro.

## Risultati elettorali
| Elezione                           | Anno | Risultato | Voti   | Seggi  |
| ---------------------------------- | ---- | --------- | ------ | ------ |
| Consiglio legislativo del Victoria | 2018 | 1,37%     | 49.013 | 1 / 40 |